# Manfred Bischoff
Pour les articles homonymes, voir Bischoff.
Manfred Bischoff né le 22 avril 1942, est un industriel et entrepreneur allemand.
Il est diplômé d’économie et d'économie politique de l’université de Heidelberg (doctorat en économie politique) et diplômé de droit à l'université de Tubingen. 
De 1968 à 1976, il est assistant de la chaire de politique économique et de commerce international de l’Institut Alfred-Weber de Heidelberg.
À partir de 1976 il exerce différentes responsabilités opérationnelles au sein du groupe Daimler-Benz, devenu ensuite DaimlerChrysler. 
Manfred Bischoff s'est fait une réputation de redresseur de société chez DASA, l’une des trois sociétés fondatrices d’EADS, en utilisant sa spécialité d'origine: l'économie, les devises et les taux. Après une courte mission au Brésil, il est à partir de 1989 membre du directoire et directeur financier, puis en 1995 PDG. La société est dans une situation de quasi-faillite, souffrant d'un dollar très faible qui affecte sa compétitivité. Il met en place un groupe de travail baptisé « Dolores » (traduction de « Douleur » en espagnol, « dollar low rescue » chez DASA) chargé de concevoir et mettre en œuvre un plan pour réaliser 700 millions de DM d'économies par an au prix de suppressions d'emploi, vente ou fermeture de plusieurs sites de production, délocalisations massives et flexibilité du travail accrue. En 1995, la société enregistre une perte historique de 4,3 milliards de marks et voit son chiffre d'affaires reculer, puis elle se redresse de manière spectaculaire. En 1997, le résultat opérationnel est de 432 millions de marks et l'année suivante de 900 millions de mark (460 millions d'euros). 
Manfred Bischoff devient également membre du directoire de DaimlerChrysler, chargé du secteur aéronautique et spatial et des participations industrielles.
À la suite de la fusion de DaimlerChrysler Aerospace AG (DASA) avec Aerospatiale-Matra et CASA il devient en 2000 président d'EADS, le nouveau groupe ainsi formé. Il quitte ses fonctions chez EADS en 2007.
Le 12 avril 2006, Manfred Bischoff a été élu membre du conseil de surveillance de DaimlerChrysler AG (actuelle Daimler AG) lors de l'assemblée générale de DaimlerChrysler. Bischoff a été nommé président du conseil de surveillance de DaimlerChrysler AG au 5 avril 2007.
Il est membre du conseil de surveillance de plusieurs autres sociétés, de Daimler AG (président), de EADS N.V., de Unicredit S.p.a., de SMS GmbH et de J.M. Voith AG (président).
Il est père de deux filles, francophile et amateur de bordeaux.

## Honneurs
- 2011: Officier de l'ordre du Mérite de la République fédérale d'Allemagne
- Officier de la Légion d'honneur[Quand ?]
- Ordre bavarois du Mérite